# آسیاب تنوره
آسیاب تنوره، روستایی است از توابع بخش مرکزی شهرستان دالاهو استان کرمانشاه ایران.

## جمعیت
این روستا در دهستان بیونیج قرار داشته و بر اساس سرشماری سال ۱۳۸۵ جمعیت آن (۲۱خانوار) ۹۷نفر بوده‌است.

## منبع
1. ↑  درگاه ملی آمار